# Pogwizdów (Paszowice)
Pogwizdów je vesnice na jihu Polska v Dolnoslezském vojvodství. Nachází se severně od města Bolków, ale spadá do obce Paszowice, okresu Jawor. Zastavěná část má podlouhlý půdorys, orientovaný přibližně z východu na západ. Prochází tudy dvě podélné silnice a protéká potok Przyłęcznica. Nacházejí se zde dva kostely, hřbitov a fotbalové hřiště.

## Historie
Vesnice vznikla před rokem 1202. K tomuto roku se váže záznam o tom, že ji získali cisterciáci z Lubiąże. V té době zřejmě vznikl i románský kostel Povýšení svatého Kříže. Ve vesnici se nachází i evangelický kostel z roku 1742.

### Galerie

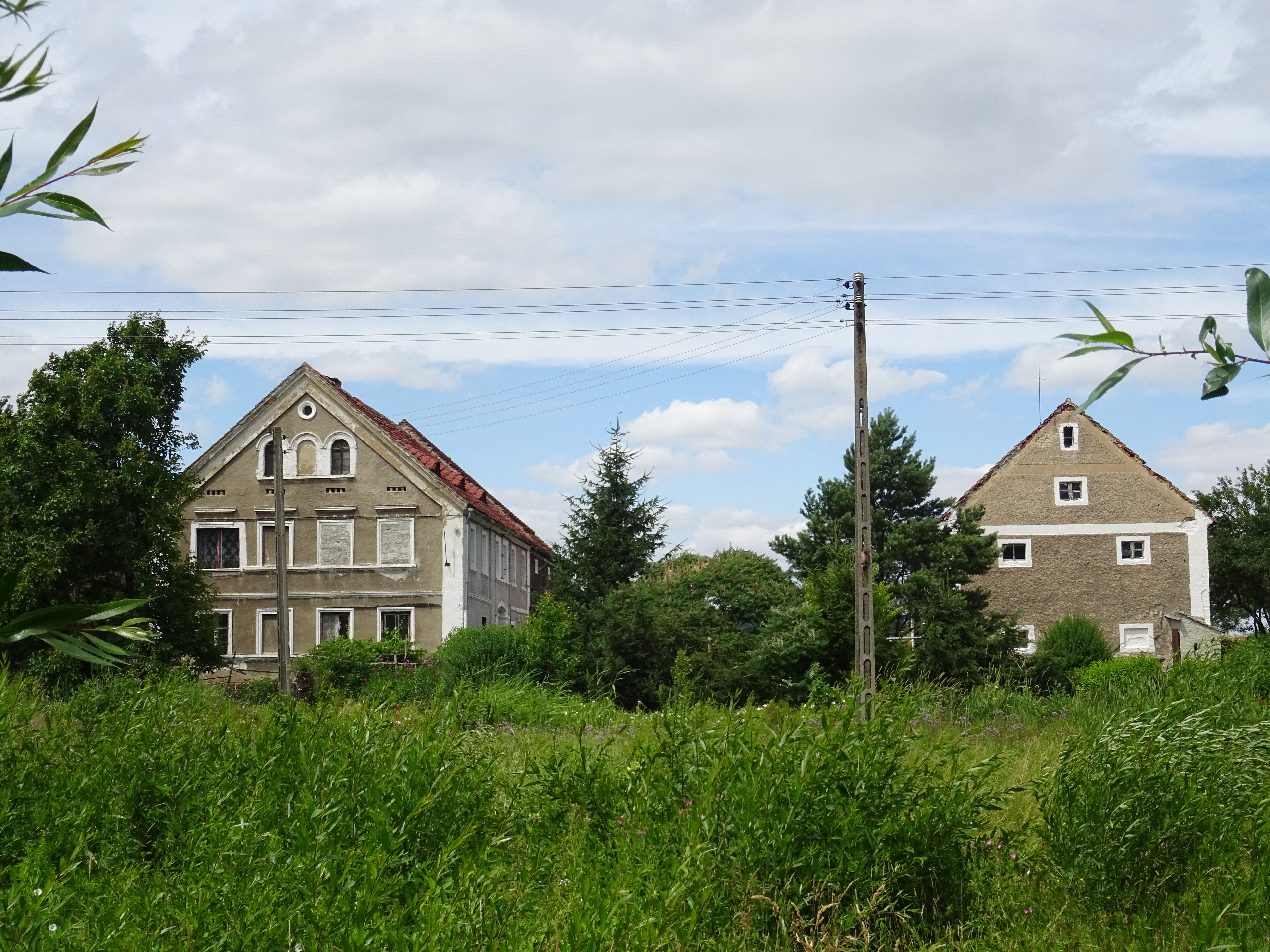
Domy
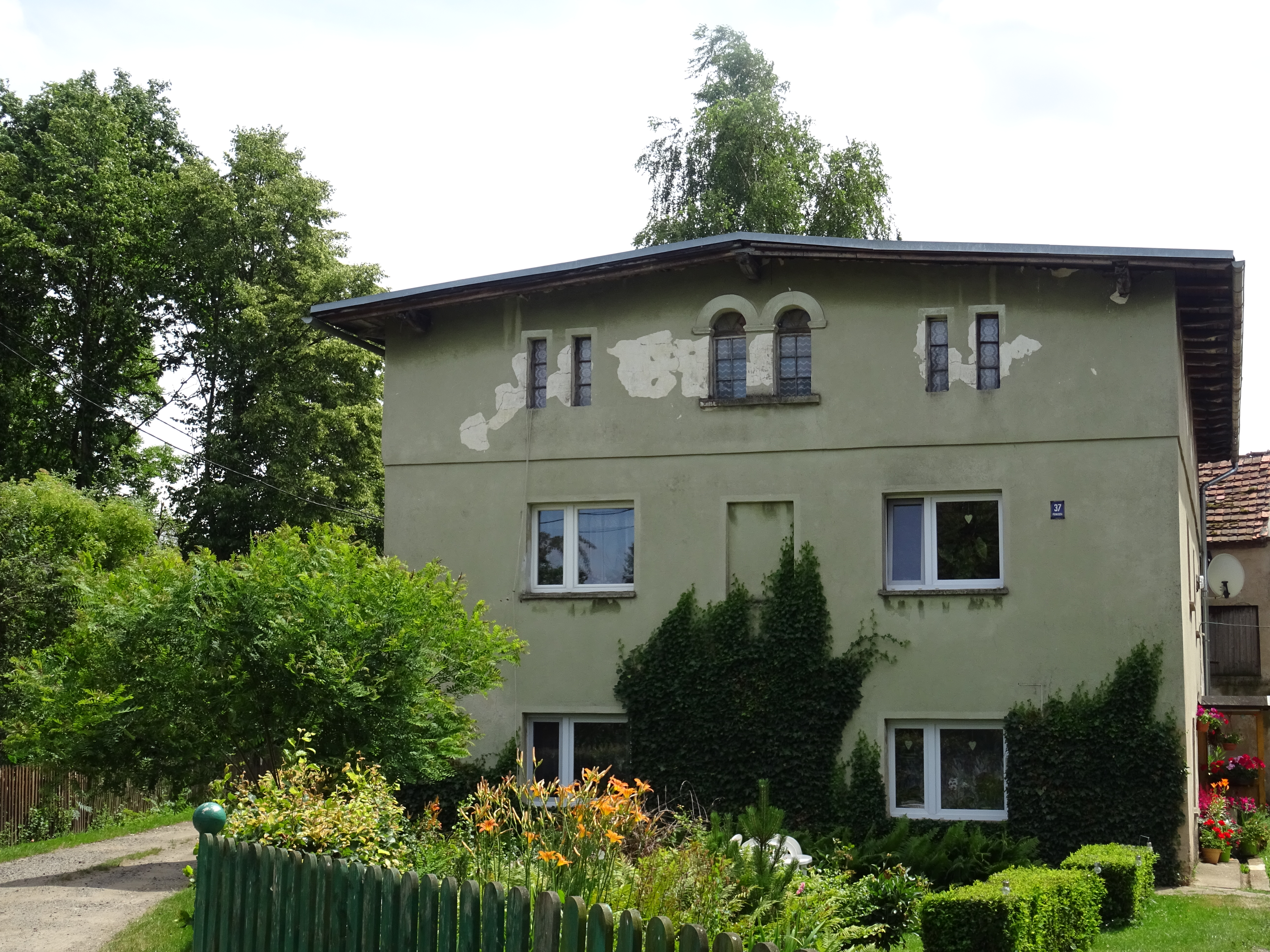
Zelený dům
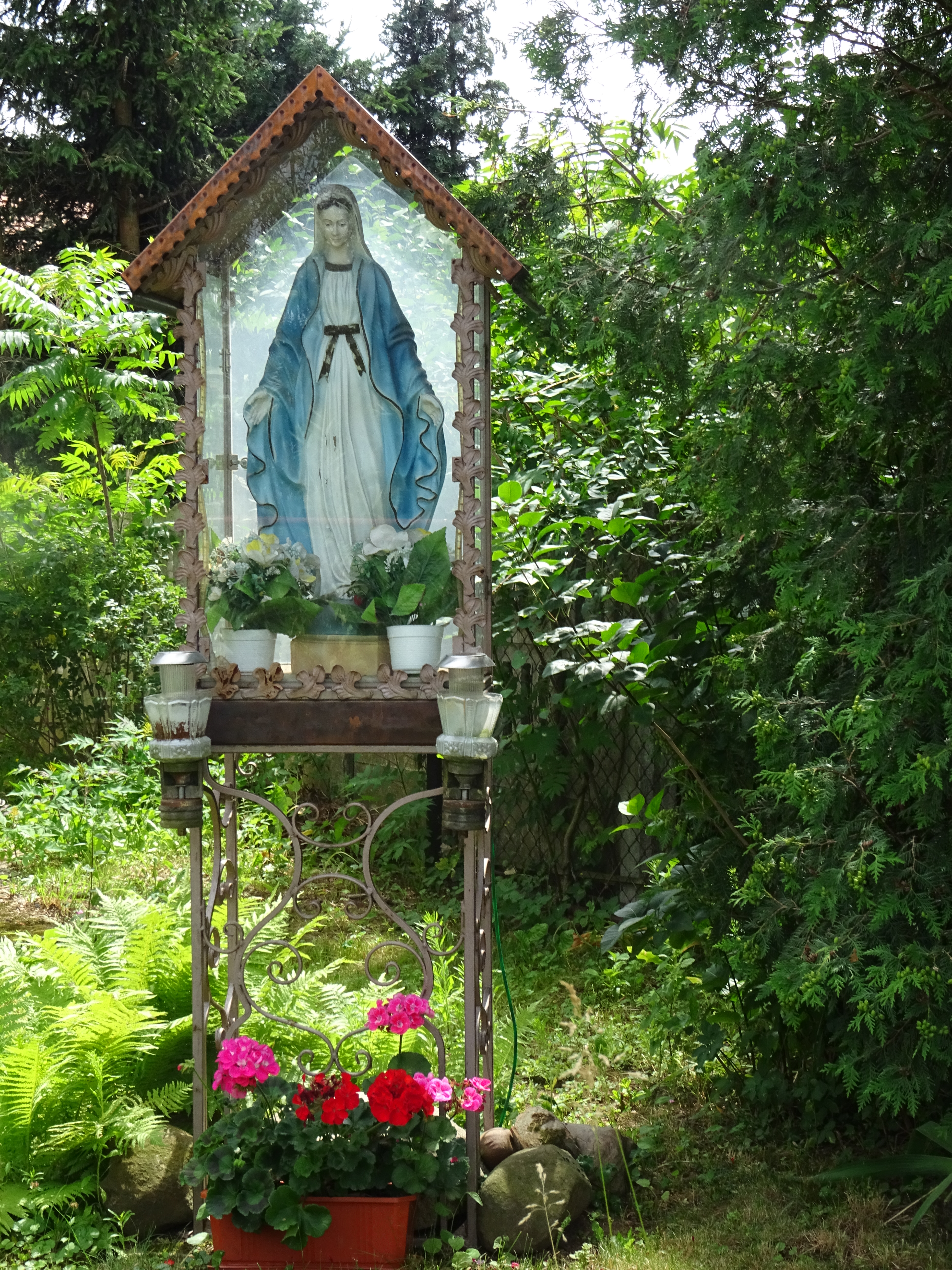
Kaplička
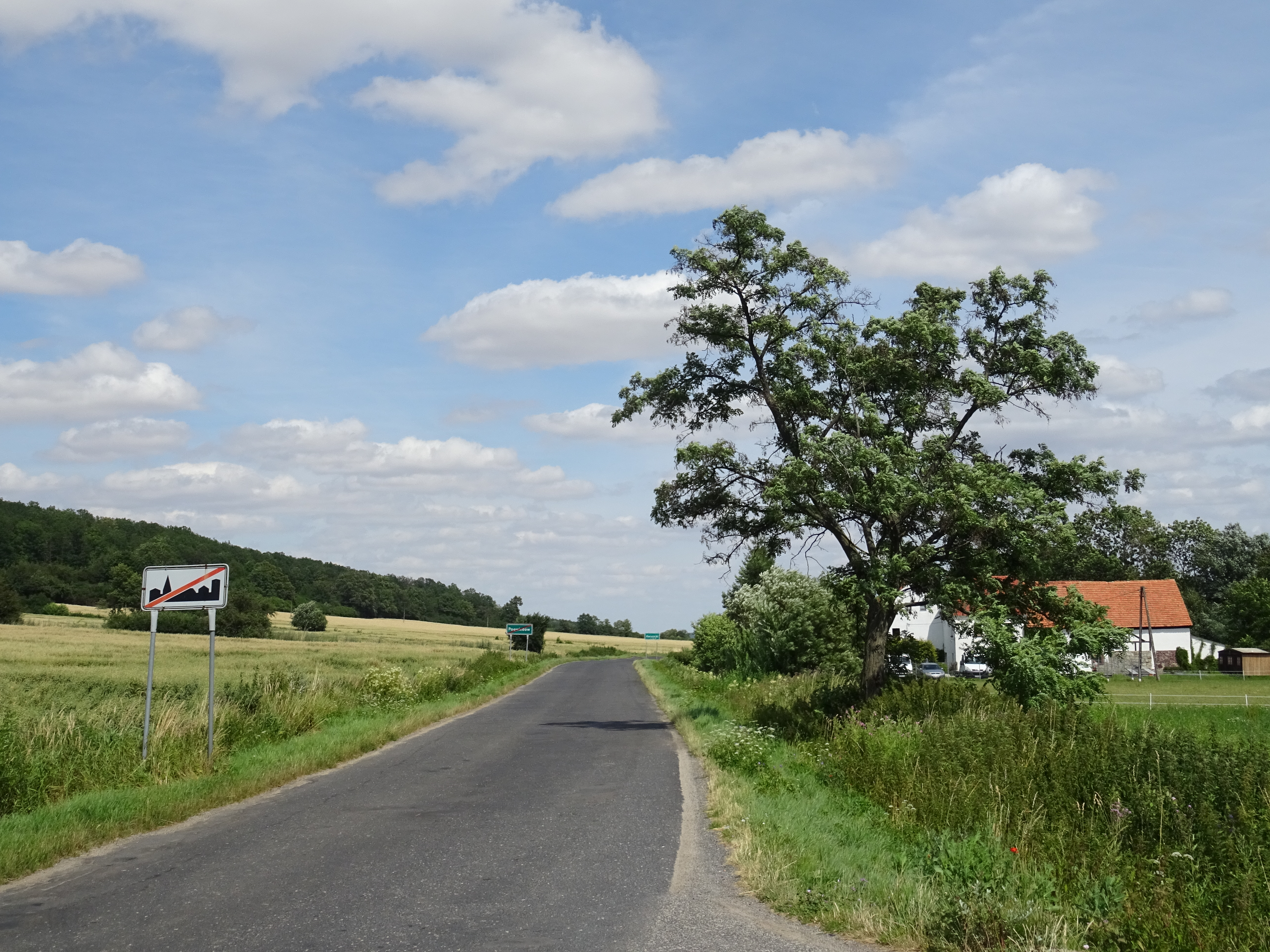
Silnice na východ